# Saint-Josse-ten-Noode
Saint-Josse-ten-Noode (franciául) vagy Sint-Joost-ten-Node (hollandul) egyike a Brüsszel fővárosi régiót alkotó 19 alapfokú közigazgatási egységnek, községnek. Területe csupán 1,14 km², lakossága 2006-ban 23 557 fő volt. Saint-Josse ezzel a legkisebb és a legsűrűbben lakott a brüsszeli kerületek közül.

## Földrajzi elhelyezkedése
Saint-Josse-ten-Noode a brüsszeli régió földrajzi középpontjától északkeletre helyezkedik el, csak két kerülettel szomszédos: délről, nyugatról és északnyugatról Brüsszel, északkeletről Schaerbeek határolja.

## Története

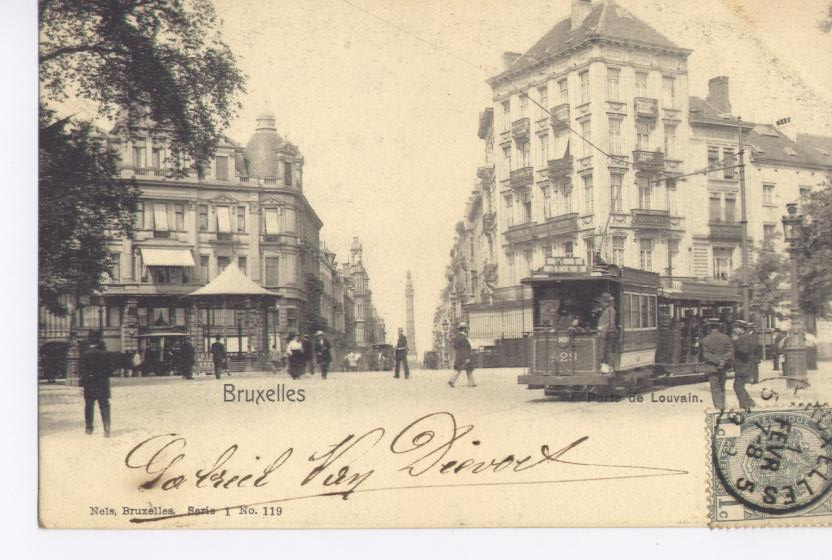
A Saint-Josse-ten-Noode kerületben található leuveni kapu (Porte de Louvain), 1900 körül

A kerületet a 7. században élt breton Szent Jodok (Josse, Joos, Josst) tiszteletére nevezték el.
A Ten-Noode falu a 13. században kezdett kialakulni az uccle-i, az etterbeeki és a brüsszeli Szent Gudula parókiák körül. Akkoriban, a Maelbeek- és Schaerbeek-patak környékének kivételével, a hely gyéren lakott és ritkásan megművelt volt, mivel a talaj rossz minőségű, homokos volt. A település neve is innen ered: nude, noede, oede jelentése "hiányos", "hiányzik". A hely első említése 1254-ből származik, a Szent Gudula parókia és a Coudenberg család által kötött szerződésben. Száz évvel később, a Brüsszelből Leuvenbe vezető országút mentén kezdett kialakulni a település magja. Az út mentén, a Maelbeek völgyében építették meg Szent Jodok kápolnáját, amely azonban csak 1803-ban lett templom.

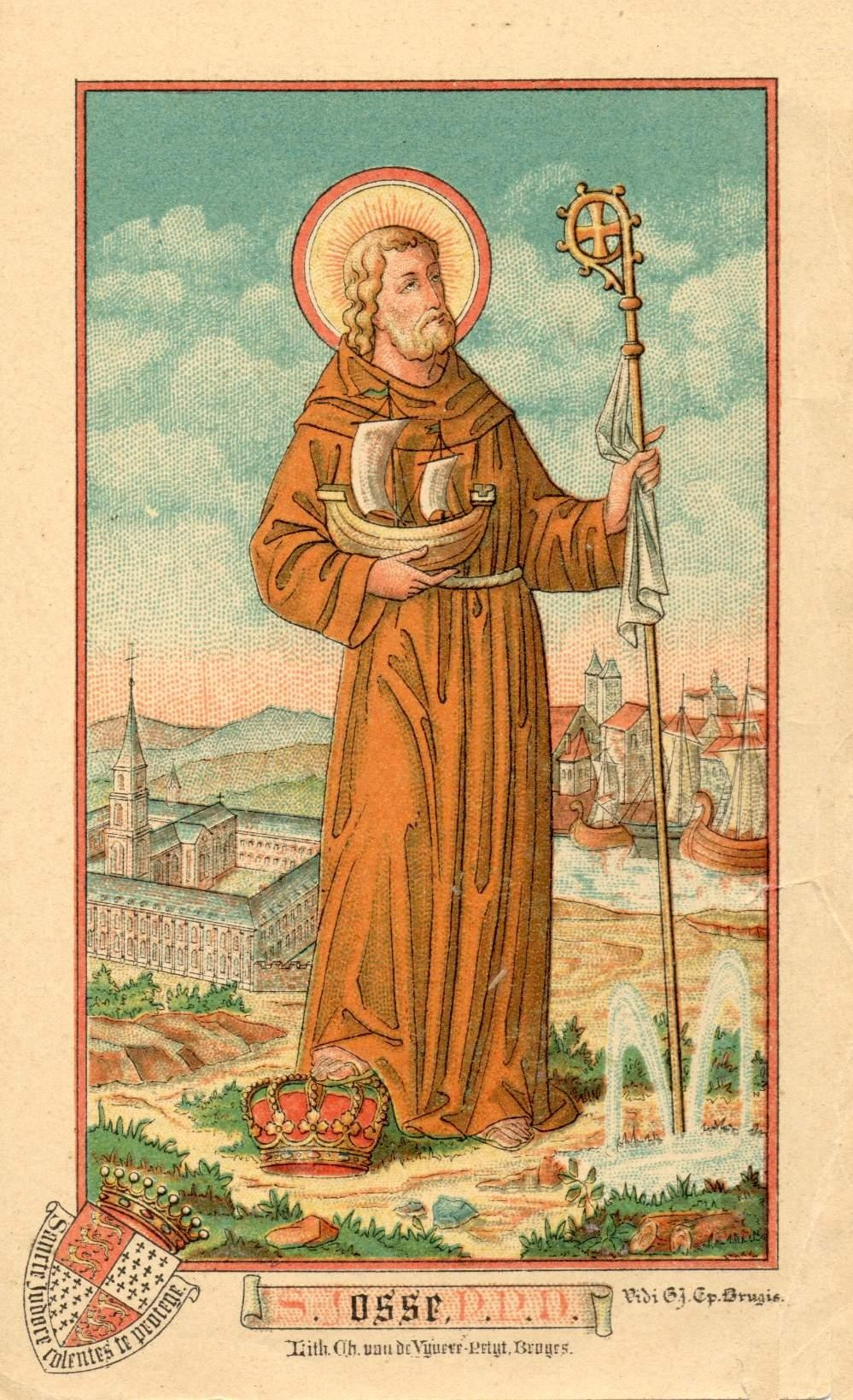
Szent Jodok, a zarándokok védőszentje egy 1920-as évekből származó nyomaton

Ten-Noode területe, a Maelbeek völgye, a Linthout erdővel, a környező tavakkal és a festői sétautakkal hamarosan a brüsszeliek közeli kirándulóhelye lett. A 15. századtól a burgundi hercegeknek is volt rezidenciája, a 16. században az oránai-nassaui hercegi család tagjai, Granvelle bíboros, a költő Houwaert lakott a helyi villákban. A környék azonban hanyatlásnak indult, amikor a brugundi hercegek székhelyüket elvitték Brüsszelből.
A 16. és 17. században a helyieknek a környéken dúló háborúk nagy károkat okoztak:
- 1572-ben I. Vilmos orániai herceg katonái gyújtották fel a házakat
- 1578-ban a pánikba esett brüsszeliek gyújtották fel a saját házaikat, hogy megakadályozzák a várost ostromló Don Juant, hogy katonáinak szállást találjon
- 1579-ben spanyol zsoldosok támadták meg Saint-Josse-t és számos foglyot ejtettek a helyiek közül
- 1580-ban a protestánsok lerombolták Szent Jodok kápolnáját
- 1583-ban Anjou hercegének katonái prédálták fel a környéket
- 1600-ban a lakosok végre elkezdhették a kápolna újjáépítését
- 1609-ben rekonstruálták a burgundi hercegek palotáját
- 1635-ben francia katonák foglalták el, akik Hollandia felé tartottak. Ottavio Piccolomini felmentő seregeinek megérkezésekor a franciák visszavonultak
- 1675-ben XIV. Lajos francia király megtámadta Brüsszelt, Zaventemet és felégették a külvárosokat is. Három nappal később a franciák elvonultak, hogy részt vegyenek a maastrichti csatában
- 1690-ben francia katonák a Fleurusi csata után erre vonultak vissza, Schaerbeek és Saint-Josse lakosságát sanyargatva
- 1706-ban Marlborough hercegének katonái érkeztek a környékre a spanyol örökösödési háború idején (Brüsszel ekkor megadta magát az angol hadvezérnek)
- 1746-ban de Saxe marsall vezetése alatt francia csapatok jelentek meg Brüsszel falai alatt, elfoglalták a külvárosokat és felégették Brüsszelt.

A 19. század során Saint-Josse település még Ixelles-el és Etterbeekkel volt határos, és magában foglalta a mai erurópai negyed területének nagy részét, a Schuman körforgalmat, a Cinquantenaire-t és a Place de Luxembourg-ot is. Azonban a település pénzügyi nehézségei miatt ezeket a területeket el kellett adnia Brüsszelnek.

## Látnivalók

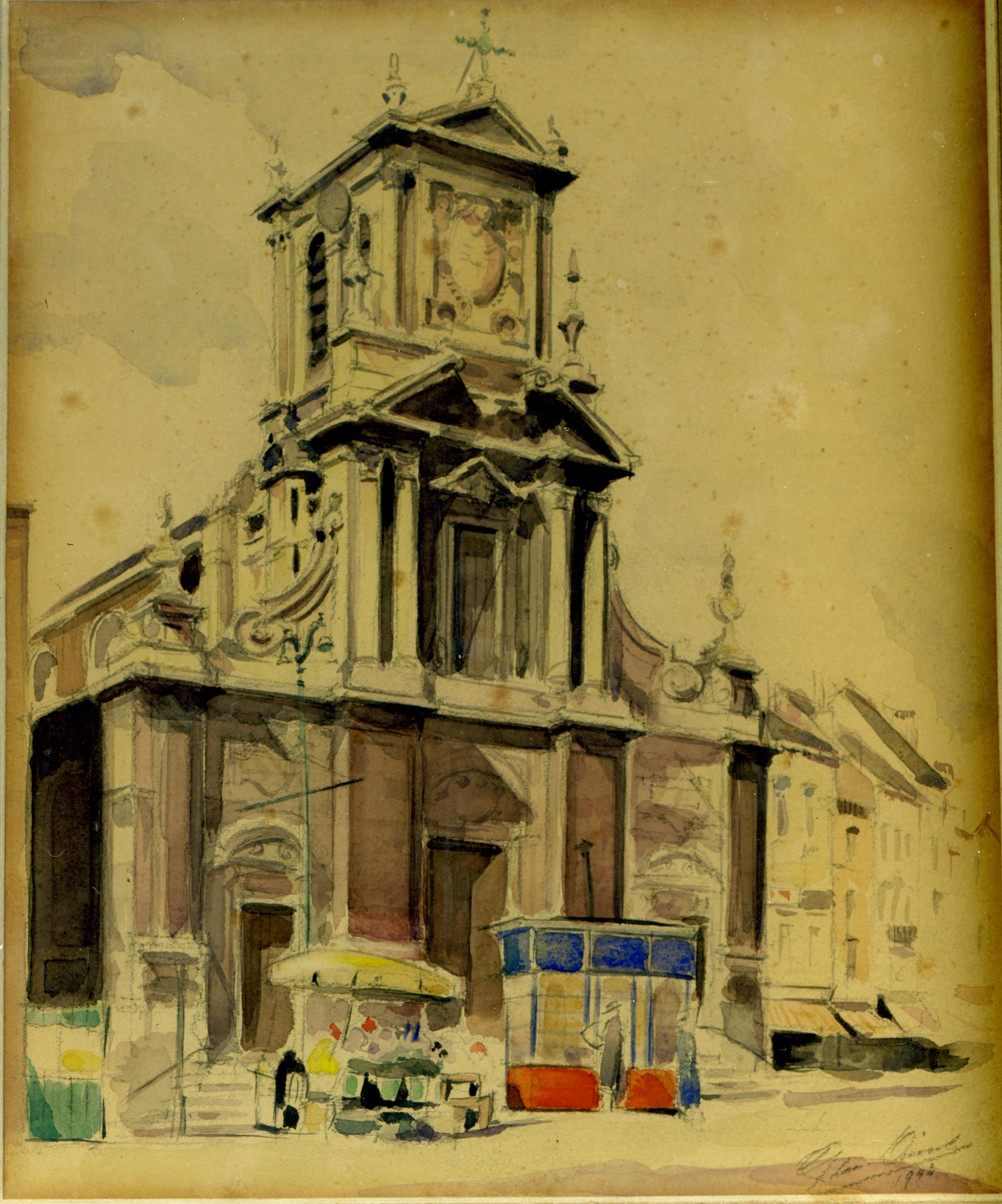
A Saint Josse templom látképe, az akvarellt Léon van Dievoet építész festette.

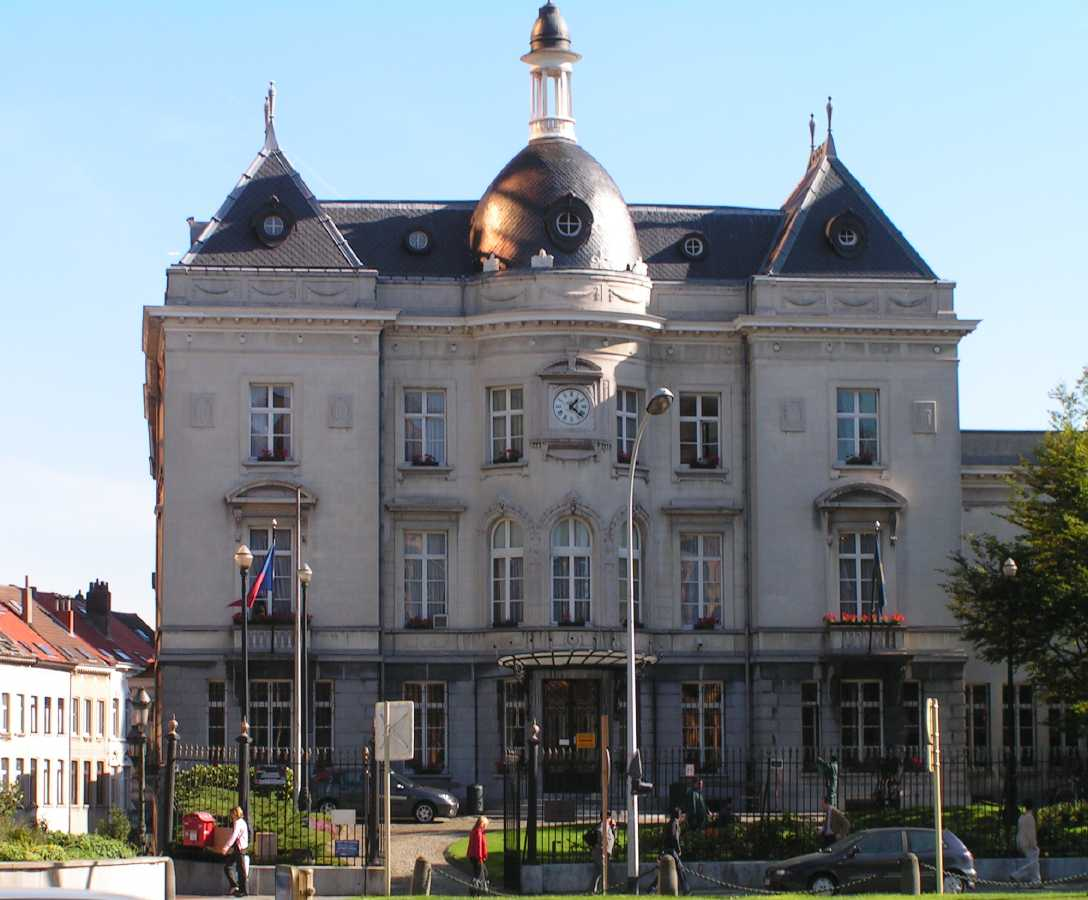
Saint-Josse városházája